# 楡林海軍基地

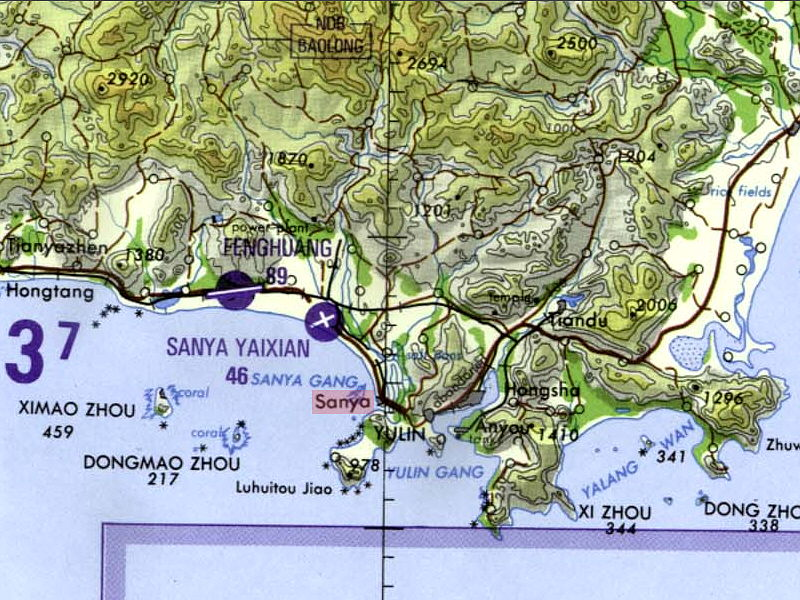
このドイツ語地形図のYulin（楡林）とある場所に楡林海軍基地はある。

楡林海軍基地（ゆりんかいぐんきち）は中華人民共和国海南省三亜市楡林港に隣接した中国人民解放軍海軍南海艦隊の基地である。ここから少し東の亜龍湾にある潜水艦部隊の新設・龍坡海軍基地に対して、通常海軍部隊の基地である。

## 概要
太平洋戦争中、海南島は大日本帝国海軍が占領下に置き、三亜の楡林地区にも基地を置いていた。
中華人民共和国成立後は、1951年に第43軍から315名が派遣され、海口市の僑安ビルに中南軍区海軍海南島基地が設立された。
いくつかの移転後、1951年3月には、海南軍区から58人が移管され、海口哨戒区が作られて合計は339人となり、同年5月には海口哨戒区は楡林港に移転し、楡林哨戒区と改名された。
その後、1985年10月の制度改革を経て、第38015部隊（西沙水上警察区）管轄の海軍玉林基地（第38002部隊）、第38091部隊（海軍高速艇第11分遣隊）、護衛、掃海艇、揚陸艦旅団、潜水艦捜索、護衛、スピードボート旅団、対リスク救命艇旅団、サービス船旅団、対空砲兵、海岸誘導、その他の部隊。
2003年12月、設置体制の調整があり、海軍楡林基地は中国人民解放軍海軍楡林支援基地に改称され、2012年の改革中には中国人民解放軍海軍楡林基地に複名した。